# 아미르아바스 호베이다
아미르아바스 호베이다(Amir-Abbas Hoveyda, 페르시아어: امیرعباس هویدا; Amīr `Abbās Hoveyda, 1919년 2월 18일~1979년 4월 7일)은 이란의 경제학자이자 정치인이다.
호베이다의 부친은 바하이교 신자였지만, 호베이다 자신은 그 종교를 그만두었고 무종교인으로 살았다. 하산 알리 만수르 내각(1964년 ~ 1965년)에서 부총리 겸 재무부장관을 지내었다. 1965년부터 11년 반 동안 이란 제국의 총리를 지냈으며, 이는 역대 이란의 총리 가운데 가장 긴 임기였다.
총리 퇴임 이후 궁내부장관(1977년 ~ 1978년)을 역임했으나, 1979년 이란 이슬람 혁명 이후에 수립된 신정권에 의해 샤리아의 "신성모독(신에 대한 전쟁, Mofsed-e-filarz)", "지상에 부패를 퍼뜨린 죄(Moharebeh)"로 기소되어 처형당했다.